# VM i ishockey 2009 (kvinder)
VM i ishockey for kvinder 2009 var det 13. VM i ishockey for kvinder. Mesterskabet blev arrangeret af IIHF og det var oprindeligt planen at afvikle mesterskabet i seks niveauer. Men i september 2008 vedtog IIHF på sin halvårlige kongres at aflyse mesterskabet for 2009 i de tre laveste divisioner. Der var endnu ikke blevet udpeget værtslande og spilleterminer for VM-turneringerne i 3. og 4. division, mens 5. division var planlagt afviklet i Gdansk, Polen i perioden 26. – 29. marts 2009.
Det egentlige verdensmesterskab (tidligere kaldt A-VM) blev afviklet i Hämeenlinna, Finland i perioden 4. – 12. april 2009 med ni hold. De lavere rækker blev spillet på forskellige terminer i løbet af foråret 2009:
1. division (6 hold) i Graz, Østrig i perioden 4. – 10. april 2009.
2. division (6 hold) i Torre Pelice, Italien i perioden 12. – 18. april 2009.
3. division (6 hold) – aflyst.
4. division (6 hold) – aflyst.
5. division (4 hold) – aflyst.
Mesterskabet blev vundet af USA, der slog Canada i finalen med 4-1. Det var amerikanernes tredje VM-titel og candiernes tredje andenplads, og de to nationer havde dermed besat første- og andenpladsen ved alle 12 VM-turneringer indtil da. Bronzemedaljerne gik for niende gang til Finland, som besejrede Sverige med 4-1 i bronzekampen.
| VM     | VM         |
| ------ | ---------- |
| Guld   | USA        |
| Sølv   | Canada     |
| Bronze | Finland    |
| 4.     | Sverige    |
| 5.     | Rusland    |
| 6.     | Kasakhstan |
| 7.     | Schweiz    |
| 8.     | Japan      |
| 9.     | Kina       |

| 1. division | 1. division |
| ----------- | ----------- |
| 10.         | Slovakiet   |
| 11.         | Tyskland    |
| 12.         | Norge       |
| 13.         | Østrig      |
| 14.         | Tjekkiet    |
| 15.         | Frankrig    |

| 2. division | 2. division    |
| ----------- | -------------- |
| 16.         | Letland        |
| 17.         | Nordkorea      |
| 18.         | Storbritannien |
| 19.         | Italien        |
| 20.         | Danmark        |
| 21.         | Holland        |

## VM
De 9 bedste hold spillede om verdensmesterskabet (tidligere kaldt A-VM) den 4. – 12. april 2008 i Hämeenlinna, Finland.
De ni hold spillede først en indledende runde i tre grupper med tre hold. De tre gruppevindere gik videre til kvalifikationsrundens gruppe D, hvor de tre hold spillede om to pladser i VM-finalen og én plads i bronzekampen. De tre toere i den indledende runde gik videre til kvalifikationsrundens gruppe E, hvor holdene spillede om den anden plads i bronzekampen. De tre hold, som sluttede på sidstepladserne i den indledende runde, gik videre til nedrykningsrunden, hvor holdene spillede om at undgå to nedrykningspladser til 1. division i 2011.
Mesterskabet blev vundet af USA, der slog Canada i finalen med 4-1. Det var amerikanernes tredje VM-titel og candiernes tredje andenplads, og de to nationer havde dermed besat første- og andenpladsen ved alle 12 VM-turneringer indtil da. Bronzemedaljerne gik for niende gang til Finland, som besejrede Sverige med 4-1 i bronzekampen.
Japan og Kina sluttede som nr. 8 og 9 og rykkede dermed ned i 1. division.

### Indledende runde
Gruppe A
| Dato | Kamp            | Res. | Perioder      |
| ---- | --------------- | ---- | ------------- |
| 4.4. | Japan - USA     | 0-8  | 0-4, 0-1, 0-3 |
| 5.4. | Rusland - Japan | 3-1  | 0-0, 0-0, 3-1 |
| 6.4. | USA - Rusland   | 8-0  | 1-0, 5-0, 2-0 |

| Stilling | Kampe | Mål   | Point |
| -------- | ----- | ----- | ----- |
| USA      | 2     | 16-00 | 6     |
| Rusland  | 2     | 3-9   | 3     |
| Japan    | 2     | 01-11 | 0     |

Gruppe B
| Dato | Kamp             | Res. | Perioder      |
| ---- | ---------------- | ---- | ------------- |
| 4.4. | Kina - Canada    | 1-13 | 1-5, 0-4, 0-4 |
| 5.4. | Sverige - Kina   | 6-1  | 2-0, 3-0, 1-1 |
| 6.4. | Canada - Sverige | 7-0  | 2-0, 1-0, 4-0 |

| Stilling | Kampe | Mål   | Point |
| -------- | ----- | ----- | ----- |
| Canada   | 2     | 20-10 | 6     |
| Sverige  | 2     | 6-8   | 3     |
| Kina     | 2     | 02-19 | 0     |

Gruppe C
| Dato | Kamp                 | Res. | Perioder               |
| ---- | -------------------- | ---- | ---------------------- |
| 4.4. | Kasakhstan - Finland | 0-7  | 0-2, 0-3, 0-2          |
| 5.4. | Schweiz - Kasakhstan | 1-2  | 0-0, 0-1, 1-0 0-0, 0-1 |
| 6.4. | Finland - Schweiz    | 6-3  | 4-1, 1-0, 1-2          |

| Stilling   | Kampe | Mål   | Point |
| ---------- | ----- | ----- | ----- |
| Finland    | 2     | 13-30 | 6     |
| Kasakhstan | 2     | 2-8   | 2     |
| Schweiz    | 2     | 4-8   | 1     |

### Nedrykningsrunde
Gruppe F
| Dato  | Kamp            | Res. | Perioder               |
| ----- | --------------- | ---- | ---------------------- |
| 8.4.  | Kina - Schweiz  | 4-5  | 2-1, 2-0, 0-3 0-0, 0-1 |
| 9.4.  | Schweiz - Japan | 3-2  | 0-0, 2-1, 1-1          |
| 10.4. | Japan - Kina    | 2-1  | 0-0, 2-0, 0-1          |

| Stilling | Stilling | Kampe | Mål | Point |
| -------- | -------- | ----- | --- | ----- |
| 7.       | Schweiz  | 2     | 8-6 | 5     |
| 8.       | Japan    | 2     | 4-4 | 3     |
| 9.       | Kina     | 2     | 5-7 | 1     |

### Kvalifikationsrunde
Gruppe D
| Dato  | Kamp             | Res. | Perioder      |
| ----- | ---------------- | ---- | ------------- |
| 8.4.  | Canada - Finland | 8-0  | 2-0, 2-0, 4-0 |
| 9.4.  | Finland - USA    | 0-7  | 0-2, 0-3, 0-2 |
| 10.4. | USA - Canada     | 1-2  | 0-0, 0-2, 1-0 |

| Stilling | Kampe | Mål   | Point |
| -------- | ----- | ----- | ----- |
| Canada   | 2     | 10-10 | 6     |
| USA      | 2     | 8-2   | 3     |
| Finland  | 2     | 00-15 | 0     |

Gruppe E
| Dato  | Kamp                 | Res. | Perioder      |
| ----- | -------------------- | ---- | ------------- |
| 8.4.  | Sverige - Kasakhstan | 9-0  | 2-0, 3-0, 4-0 |
| 9.4.  | Kasakhstan - Rusland | 2-9  | 1-3, 0-2, 1-3 |
| 10.4. | Rusland - Sverige    | 0-8  | 0-1, 0-4, 0-3 |

| Stilling   | Kampe | Mål   | Point |
| ---------- | ----- | ----- | ----- |
| Sverige    | 2     | 17-00 | 6     |
| Rusland    | 2     | 09-10 | 3     |
| Kasakhstan | 2     | 02-18 | 0     |

### Finalekampe
| Kamptype   | Dato  | Kamp              | Res. | Perioder      |
| ---------- | ----- | ----------------- | ---- | ------------- |
| Bronzekamp | 12.4. | Finland - Sverige | 4-1  | 1-0, 1-1, 2-0 |
| Finale     | 12.4. | Canada - USA      | 1-4  | 0-1, 1-1, 0-2 |

### Medaljevindere
| Guld | Sølv | Bronze |
| USA | Canada | Finland |
| Molly Schaus Erika Lawler Angela Ruggiero Karen Thatcher Helen Resor Caitlin Cahow Molly Engstrom Meghan Duggan Lisa Chesson Jenny Potter Julie Chu Kelli Stack Jocelyne Lamoureux Gigi Marvin Natalie Darwitz Hilary Knight Kacey Bellamy Kerry Weiland Monique Lamoureux Megan von Beusekom Jessie Vetter | Shannon Szabados Meghan Agosta Carla MacLeod Becky Kellar Colleen Sostorics Rebecca Johnston Gillian Ferrari Gillian Apps Meaghan Mikkelson Caroline Ouelette Jayna Hefford Jennifer Botterill Catherine Ward Haley Irwin Hayley Wickenheiser Tessa Bonhomme Sarah Vaillancourt Gina Kingsbury Marie-Philip Poulin Charline Labonte Kim St-Pierre | Mira Kuisma Emma Laaksonen Mariia Posa Jenni Hiirikoksi Mira Jalosuo Marjo Voutilainen Venla Heikkilä Kati Kovalainen Mari Saarinen Satu Tuominen Piia Lallukka Saija Sirvio Michelle Karvinen Saara Tuominen Nina Tikkinen Mari Pehkonen Heidi Pelttari Anne Helin Karolina Rantamäki Maija Hassinen Noora Räty |

## 1. division
VM i 1. division blev spillet den 4. – 10. april 2009 i arenaen Eishalle Libenau i den østrigske by Graz. Turneringen havde deltagelse af seks hold, der spillede om én oprykningsplads til VM og to nedrykningspladser til 2. division.
Turneringen blev vundet af Slovakiet, som dermed rykkede op i VM, mens de to nedrykningspladser blev besat af Tjekkiet og Frankrig.
| Dato  | Kamp                 | Tid | Perioder               |
| ----- | -------------------- | --- | ---------------------- |
| 4.4.  | Slovakiet - Norge    | 9-4 | 2-0, 1-2, 6-2          |
| 4.4.  | Tyskland - Frankrig  | 5-3 | 2-2, 2-1, 1-0          |
| 4.4.  | Tjekkiet - Østrig    | 1-4 | 1-0, 0-2, 0-2          |
| 6.4.  | Tyskland - Norge     | 4-3 | 3-1, 1-0, 0-2          |
| 6.4.  | Slovakiet - Tjekkiet | 1-5 | 1-1, 0-2, 0-2          |
| 6.4.  | Østrig - Frankrig    | 5-2 | 3-0, 1-2, 1-0          |
| 7.4.  | Tjekkiet - Tyskland  | 2-4 | 1-2, 0-1, 1-1          |
| 7.4.  | Frankrig - Norge     | 0-4 | 0-1, 0-2, 0-1          |
| 7.4.  | Slovakiet - Østrig   | 5-3 | 2-2, 2-0, 1-1          |
| 9.4.  | Tjekkiet - Frankrig  | 5-4 | 3-1, 1-2, 1-1          |
| 9.4.  | Tyskland - Slovakiet | 1-2 | 0-0, 0-2, 1-0          |
| 9.4.  | Norge - Østrig       | 2-1 | 1-0, 0-0, 0-1 0-0, 1-0 |
| 10.4. | Frankrig - Slovakiet | 1-5 | 0-0, 1-1, 0-4          |
| 10.4. | Norge - Tjekkiet     | 5-4 | 1-2, 1-0, 3-2          |
| 10.4. | Østrig - Tyskland    | 3-6 | 2-1, 1-3, 0-2          |

| 1. division | Kampe | Mål   | Point |
| ----------- | ----- | ----- | ----- |
| Slovakiet   | 5     | 22-14 | 12    |
| Tyskland    | 5     | 20-13 | 12    |
| Norge       | 5     | 18-18 | 8     |
| Østrig      | 5     | 16-16 | 7     |
| Tjekkiet    | 5     | 17-18 | 6     |
| Frankrig    | 5     | 10-24 | 0     |

## 2. division
VM i 2. division bliver spillet den 12. – 18. april 2009 i Torre Pelice i Italien. Turneringen har deltagelse af seks hold, der spiller om én oprykningsplads til 1. division og én nedrykningsplads til 3. division.
| Dato  | Kamp                       | Res. | Perioder               |
| ----- | -------------------------- | ---- | ---------------------- |
| 12.4. | Nordkorea - Letland        | 1-6  | 0-3, 1-1, 0-2          |
| 12.4. | Danmark - Holland          | 2-1  | 0-1, 1-0, 0-0 0-0, 1-0 |
| 12.4. | Storbritannien - Italien   | 5-3  | 3-1, 1-1, 1-1          |
| 13.4. | Holland - Storbritannien   | 0-2  | 0-1, 0-0, 0-1          |
| 13.4. | Danmark - Nordkorea        | 3-4  | 1-1, 2-2, 0-0 0-1      |
| 13.4. | Letland - Italien          | 5-1  | 0-0, 3-0, 2-1          |
| 15.4. | Letland - Holland          | 5-0  | 0-0, 3-0, 2-0          |
| 15.4. | Danmark - Storbritannien   | 1-3  | 1-2, 0-1, 0-0          |
| 15.4. | Nordkorea - Italien        | 4-2  | 0-0, 1-2, 3-0          |
| 16.4. | Holland - Nordkorea        | 1-2  | 0-1, 0-1, 1-0          |
| 16.4. | Storbritannien - Letland   | 0-3  | 0-0, 0-2, 0-1          |
| 16.4. | Italien - Danmark          | 3-2  | 1-0, 0-1, 1-1 0-0, 1-0 |
| 18.4. | Nordkorea - Storbritannien | 4-1  | 2-0, 1-0, 1-1          |
| 18.4. | Letland - Danmark          | 6-2  | 0-0, 2-1, 4-1          |
| 18.4. | Italien - Holland          | 6-2  | 2-1, 3-0, 1-1          |

| 2. division    | Kampe | Mål   | Point |
| -------------- | ----- | ----- | ----- |
| Letland        | 5     | 25-40 | 15    |
| Nordkorea      | 5     | 15-13 | 11    |
| Storbritannien | 5     | 11-11 | 9     |
| Italien        | 5     | 15-18 | 5     |
| Danmark        | 5     | 10-17 | 4     |
| Holland        | 5     | 04-17 | 1     |

## 3., 4. og 5. division
Oprindeligt var det planlagt af afholde VM i 3., 4. og 5. division med deltagelse af hhv. seks, seks og fire hold. 5. division skulle afvikles for første gang, da fire hold havde tilmeldt sig for første gang: Bulgarien, Irland, Polen og Spanien.
Men i september 2008 vedtog IIHF på sin halvårlige kongres at aflyse mesterskabet for 2009 i de tre laveste divisioner. Der var endnu ikke blevet udpeget værtslande og spilleterminer for VM-turneringerne i 3. og 4. division, mens 5. division var planlagt afviklet i Gdansk, Polen i perioden 26. – 29. marts 2009. Følgende hold var tilmeldt mesterskabet i de tre aflyste divisioner:
| 3. division |
| ----------- |
| Australien  |
| Slovenien   |
| Kroatien    |
| Belgien     |
| Ungarn      |
| Island      |

| 4. division |
| ----------- |
| Sydkorea    |
| New Zealand |
| Rumænien    |
| Estland     |
| Sydafrika   |
| Tyrkiet     |

| 5. division |
| ----------- |
| Spanien     |
| Polen       |
| Bulgarien   |
| Irland      |